# Андраш Чонка
Андраш Чонка (угор. Csonka András 1 травня 2000, Будапешт, Угорщина) — угорський футболіст, півзахисник клубу «Ференцварош». На правах оренди виступає за «Будафок».

## Клубна кар'єра
Вихованець клубу «Ференцварош». 27 серпня 2017 року матчі проти «МОЛ Фехервар» він дебютував в чемпіонаті Угорщини. У 2019 році Андраш став чемпіоном Угорщини, втім закріпитись в основі рідної команди не зумів.
Влітку того ж року для отримання ігрової практики Чонка перейшов в «Шорокшар». 4 серпня в матчі проти «Казінцбарціка» він дебютував у Другому дивізіоні Угорщини. 15 грудня в поєдинку проти «Вашаша» Андраш забив свій перший гол за «Шорокшар». Всього за сезон Чонка зіграв 17 ігор за клуб і забив 1 гол, після чого повернувся у «Ференцварош». Там молодий півзахисник знову не зумів закріпитись, зігравши до кінця 2020 року лише одну гру у кубку країни, тому у січні 2021 року знову був відданий в оренду, цього разу до клубу вищого дивізіону «Будафок».

## Міжнародна кар'єра
У 2017 році Чонка в складі юнацької збірної Угорщини взяв участь в юнацькому чемпіонаті Європи в Хорватії. На турнірі він зіграв у п'яти матчах і дійшов з командою до чвертьфіналу. Згодом з молодіжною командою поїхав на домашній молодіжний чемпіонат Європи 2021 року в Угорщині та Словенії, де в матчі проти Румунії, відзначився голом, але його команда програла 1:2 і втратила шанси на вихід з групи.

## Досягнення
- Переможець чемпіонату Угорщини: 2018/19